# Marc Porel
Marc Porel (* 3. Januar 1949 in Lausanne; † 15. August 1983 in Casablanca) war ein französischer Schauspieler.

## Leben
Der Sohn des Schauspielerpaares Jacqueline Porel (1918–2012) und Gérard Landry (1912–1999) wurde in den 1970er Jahren vor allem in Rollen schöner und manchmal brutaler Liebhaber und Verführer bekannt. Der gebürtige Schweizer arbeitete zunächst als Beleuchter, Filmeditor, Kabelträger und Tontechniker. In einem Café lernte er den Schauspieler Jean-Claude Brialy kennen. Dieser besorgte ihm, fasziniert „von seiner wilden Schönheit“, seine erste Filmrolle in Costa-Gavras’ Ein Mann zuviel. Diese Nebenrolle eines jungen Résistance-Kämpfers brachte ihm Rollen als schöner Liebhaber ein: als Pierre in Étienne Périers Sechs Jungen und vier Mädchen (1967) und neben Jacqueline Bisset in Das Versprechen (1969). 1969 spielte er an der Seite von Jean Gabin und Alain Delon Gabins Sohn Sergio Manalese in Der Clan der Sizilianer. War dies noch eine Nebenrolle, so spielte er ein Jahr darauf die zweite Hauptrolle neben Gabin als dessen Enkel Henri in Pierre Granier-Deferres Der Erbarmungslose. Er war fortan auf Liebhaberrollen abonniert: Sein Halbbruder Jean-Marie Périer besetzte ihn in Tumuc Humac (1970); in der Schlüsselrolle des Rocky in Die Straße nach Salina hatte er eine inzestuöse Liebesbeziehung mit seiner Schwester (Mimsy Farmer), und in Jacques Derays Un peu de soleil dans l'eau froide (1971) hatte er als Depressiver eine tragische Romanze mit Claudine Auger. In der Hauptrolle von Édouard Molinaros Krimidrama Zärtliche Wünsche wurde er Opfer der Intrigen zweier Polizisten.
Nach diesen Starrollen im französischen Kino erhielt Porel seine erste Gegenbesetzung von Lucio Fulci: In Quäle nie ein Kind zum Scherz spielte er 1972 den jungen Pfarrer Albert Avallone, der drei grausame kleine Jungen tötet, um sie von der Sünde zu reinigen. Fulci besetzte Porel später auch für Sieben schwarze Noten. In Italien erregte der schöne Franzose die Aufmerksamkeit Luchino Viscontis, der ihn in Ludwig II. besetzte. Marc Porel spielte Richard Hornig, einen Liebhaber des Königs Ludwig II. (Helmut Berger). In Deutschland wurden nach der Uraufführung einige Szenen mit Berger und Porel, die von bayrischen Heimatvereinen als „pervers“ diskreditiert wurden, vom Filmverleih Gloria herausgeschnitten und erst Anfang der 1990er Jahre rekonstruiert. Im Jahr 1976 folgte in Viscontis letztem Film, Die Unschuld, die Rolle eines jungen Schriftstellers und Liebhabers, Filippo d'Arborio.
Zwischendurch spielte Porel in einigen Krimis härterer Gangart: erneut neben Alain Delon in Duccio Tessaris Tödlicher Hass (1973), als verzweifelter Geiselnehmer Camille in Un officier de police sans importance (1973) und als tragischer Verbrecher Alain in Jochen Richters deutschen Krimidrama Die Ameisen kommen. Aufsehen erregte der Gruppensex dreier Brüder (Porel, Mattia Sbragia und Antonio Falsi) mit ihrer Tante (Adriana Asti) in Franco Rossettis Antikriegsdrama Nipoti miei diletti (1974). Selten sah man Porel in Komödien wie der Bud-Spencer-Klamotte Hector, der Ritter ohne Furcht und Tadel (1975) oder Sex-and-Crime-Filmen wie Ich polier dir deine Glatze mit Ursula Andress. Porel war inzwischen auf Thriller festgelegt: Gianni Martuccis Heroin, Eiskalte Typen auf heißen Öfen und Pierre Grassets Überfall im Morgengrauen.
Zu seinen wichtigsten späteren Arbeiten zählte 1977 Eriprando Viscontis Una spirale di nebbia, in dem er als Fabrizio des Mordes an seiner Frau verdächtig ist und mit Unterstützung seiner Cousine (Claude Jade) den Fall neu aufrollen kann. Die männlichen Hauptdarsteller Porel und Duilio del Prete (als Claude Jades Ehemann) spielten in einigen Szenen nackt; das Zeigen der Geschlechtsteile männlicher Schauspieler war eine Freiheit des französisch-italienischen Kinos der 1970er Jahre. Ende der 1970er Jahre spielte Porel Hauptrollen im von der Kritik verrissenen Mafiafilm Die eiskalten Killer und im Sexploitation-Trash La sorella di Ursula. Aufgrund seines starken Drogenkonsums drehte Porel immer weniger. Anfang der 1980er Jahre nur noch selten im Kino, u. a. in Aldo Lados Der Ungehorsam, François Leterriers Je vais craquer! und im pornografischen Giallo Delitto carnale, erkrankte Porel 1983 an Meningitis. Er starb im Alter von 34 Jahren in Marokko.
Er war Vater von zwei Töchtern. Aus der Ehe mit der französischen Schauspielerin Bénédicte Lacoste stammte die Tochter Bérengère de Lagatinerie (1968–1991). Aus seiner 1977 geschlossenen Ehe mit der italienischen Schauspielerin Barbara Magnolfi (* 1955) stammt die zweite Tochter, Camille.

## Filmografie (Auswahl)
- 1967: Ein Mann zuviel (Un homme de trop)
- 1968: Des garçons et des filles
- 1969: Ein Sommer in Frankreich (La Promesse)
- 1969: Der Clan der Sizilianer (Le clan des Siciliens)
- 1970: Der Erbarmungslose (La Horse)
- 1970: Die Straße nach Salina (Road to Salina)
- 1971: Tumuc-Humac
- 1971: Un peu de soleil dans l'eau froide
- 1971: Zärtliche Wünsche (Les Aveux les plus doux)
- 1972: Quäle nie ein Kind zum Scherz (Non si sevizia un paperino)
- 1973: Ludwig II. (Ludwig)
- 1973: Un officier de police sans importance
- 1973: Tödlicher Hass (Tony Arzenta)
- 1974: Die Ameisen kommen
- 1974: Virilità
- 1974: Nipoti miei diletti
- 1975: Ich polier dir deine Glatze (Colpo in canna)
- 1975: Il marsigliese (TV-Serie)
- 1976: Überfall im Morgengrauen (Quand la ville s’éveille)
- 1976: Eiskalte Typen auf heißen Öfen (Uomini si nasce poliziotti si muore)
- 1976: Hector, der Ritter ohne Furcht und Tadel (Il soldato di ventzra)
- 1976: Die Unschuld (L'innocente)
- 1977: Sieben schwarze Noten (Sette Note in Nero)
- 1977: Una spirale di nebbia
- 1978: Heroin (Milano… difendersi o morire)
- 1978: Die eiskalten Killer (Porci con la P. 38)
- 1978: La sorella di Ursula
- 1980: Je vais craquer!!!
- 1981: Die tolldreisten Streiche des Marchese del Grillo (Il marchese del Grillo)
- 1981: Der Ungehorsam (La disubbidienza)
- 1982: Die Kartause von Parma (La certosa di Parma) (TV-Serie)
- 1983: Delitto carnale